# Rocío Arroyo Arranz
Rocío Arroyo Arranz es una científica, investigadora y empresaria española especializada en la prevención temprana del cáncer. En 2022 fue distinguida con el Premio Nacional de Innovación en la modalidad Trayectoria Innovadora que otorga el Ministerio de Ciencia (fue la primera mujer en recibirlo), con el Premio Europeo a la Mujer Innovadora de la Comisión Europea (EU Prize for Women Innovators) y fue seleccionada como Protagonista del Cambio por la revista estadounidense Forbes de negocios y finanzas.

## Trayectoria
Arroyo Arranz es Licenciada en Farmacia por la Universidad Complutense de Madrid, donde también realizó cursos de postgrado en Farmacología, y un MBA (Master of Business Administration) por el IE Business School (Madrid).
A lo largo de su carrera ha ocupado diferentes puestos directivos y de consultoría, como directora general de la empresa Bionostra Aplicaciones Biotecnológicas, miembro del Claustro Académico del Centro de Estudios Superiores de la Industria Farmacéutica (CESIF), miembro de la Junta Directiva de la Asociación Española de Bioempresas, coordinadora del Grupo Nacional de Diagnóstico Molecular y Medicina Personalizada, y desde 2010 ha desempeñado el cargo de directora ejecutiva de la compañía vallisoletana de biomedicina Amadix, especializada en el diagnóstico preventivo del cáncer y su detección temprana a través de un análisis de sangre.
Tras más de 20 años investigando e innovando en la prevención y detección temprana del cáncer, aplicando tecnologías disruptivas como el test no invasivo para diagnosticar cáncer de colon en sangre, en 2022 fue la primera mujer en España en recibir el Premio Nacional de Innovación en la modalidad Trayectoria Innovadora. Se trata del reconocimiento más importante del estado español que el Ministerio de Ciencia, Innovación y Universidades concede a personas y entidades con trayectorias profesionales destacadas en estos ámbitos.

## Reconocimientos
- 2022 - Premio Nacional de Innovación en la modalidad Trayectoria Innovadora que otorga el Ministerio de Ciencia, siendo la primera mujer en recibirlo.
- 2022 - Premio Europeo a la Mujer Innovadora de la Comisión Europea (EU Prize for Women Innovators).
- 2022 - seleccionada como Protagonista del Cambio por la revista estadounidense Forbes de negocios y finanzas.